# Estevan (Saskatchewan)

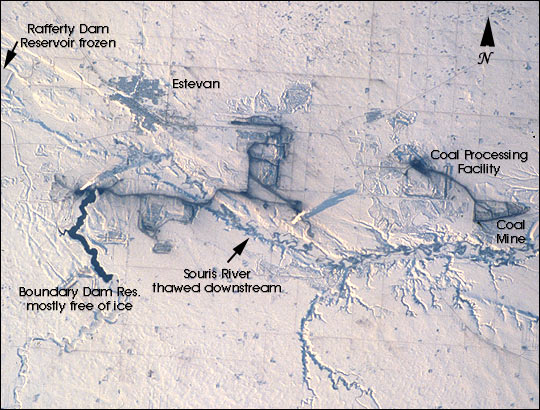
Estevan und die Kohlefelder, Aufnahme aus einem Space Shuttle (2001)

Estevan (offiziell: City of Estevan) ist die achtgrößte Stadt in Saskatchewan, Kanada. Sie liegt im Südosten der Provinz am Souris River innerhalb der Gemeinde Estevan No. 5. Die Grenze zu den Vereinigten Staaten befindet sich etwa 16 km südlich.

## Geographie

### Lage
Estevan liegt im Südosten der kanadischen Provinz Saskatchewan. Der Ort liegt innerhalb der Census Division No. 1 und gehört zur Gemeinde Estevan No. 5. Knapp 50 Kilometer östlich liegt die Stadt Oxbow entfernt. Die Stadt Weyburn befindet sich 45 Kilometer nordwestlich. In südlicher Richtung sind es etwa 16 Kilometer bis zur Grenze der Vereinigten Staaten.

### Nachbargemeinden
| Macoun, Midale, Halbrite, Weyburn | Bryant, Benson, Stoughton                          | Lampman, Kisbey, Arcola    |
| Torquay, Oungre, Lake Alma        | Kompassrose, die auf Nachbargemeinden zeigt        | Bienfait, Frobisher, Oxbow |
|                                   | Grenze zwischen Kanada und den Vereinigten Staaten | Roche Percée, North Portal |

## Geschichte
Die erste Besiedelung von Estevan begann im Jahr 1892 mit dem Bau Canadian Pacific Railway. Bereits 1899 war ein Dorf entstanden, 1906 war bereits eine Ortschaft herangewachsen. Am 1. Mai 1957 wurde Estevan zur Stadt (City) erklärt, da die Stadt die dafür erforderliche Bevölkerungszahl von über 5.000 erreicht hatte. Die aktuelle Einwohnerzahl liegt bei etwa 10.000.
Im Jahr 1931 geriet Estevan durch einen Bergarbeiterstreik in die Schlagzeilen. Während einer von der Gewerkschaft organisierten Demonstration kam es zu einem Zusammenstoß mit der Royal Canadian Mounted Police, in deren Verlauf drei Arbeiter getötet wurden.

## Einwohnerentwicklung
| Jahr | Einwohner |
| ---- | --------- |
| 1901 | 181       |
| 1911 | 1.981     |
| 1921 | 2.290     |
| 1931 | 2.936     |
| 1941 | 3.120     |
| 1951 | 3.935     |
| 1961 | 7.728     |
| 1971 | 9.150     |
| 1981 | 9.174     |
| 1991 | 10.240    |
| 2001 | 10.242    |
| 2006 | 10.084    |
| 2011 | 11.054    |
| 2016 | 11.483    |
| 2021 | 10.851    |

| Jahr | Bevölkerungsgruppen | Bevölkerungsgruppen | Bevölkerungsgruppen |
| ---- | ------------------- | ------------------- | ------------------- |
| Jahr | Ethnie              | Einwohnerzahl       | Prozentzahl         |
| 2016 | Europäer            | 8.185               | 78,93 %             |
| 2016 | First Nations       | 275                 | 2,6 %               |
| 2016 | Métis               | 460                 | 4,4 %               |
| 2016 | Asiaten             | 1.385               | 13,6 %              |
| 2016 | Afroamerikaner      | 65                  | 0,63 %              |
| 2016 | Gesamtzahl          | 10.370              | 100 %               |

## Wirtschaft
Die Wirtschaft in Estevan ist geprägt vom Kohlebergbau, der Energieerzeugung sowie der Öl- und Gasförderung.

## Persönlichkeiten
- Clifford H. Stockwell (1897–1987), Geologe, Petrograph und Mineraloge
- Fred Mandel (* 1953), Musiker
- Blair Atcheynum (* 1969), Eishockeyspieler und -trainer
- Trent Whitfield (* 1977), Eishockeyspieler
- Dustin Johner (* 1983), Eishockeyspieler
- Andy Shauf (* 1986), Musiker
- Brant Harris (* 1989), Eishockeyspieler
- Derrick Pouliot (* 1994), Eishockeyspieler
- Brayden Pachal (* 1999), Eishockeyspieler